# Juozapas Skvireckas
Juozapas Skvireckas, pol. Józef Skwirecki (ur. 18 września 1873, zm. 3 grudnia 1959) – litewski duchowny katolicki (święcenia w 1899). W latach 1919–1926 był biskupem pomocniczym żmudzkimi tytularnym biskupem Ceramus. 5 kwietnia 1926 mianowany pierwszym arcybiskupem kowieńskim. W 1944 opuścił Litwę i resztę życia spędził w Austrii.